# Năoiu
Năoiu – wieś w Rumunii, w okręgu Kluż, w gminie Cămărașu. W 2011 roku liczyła 523 mieszkańców.